# 丰特帕尔梅拉
丰特帕尔梅拉，是西班牙安达卢西亚自治区科尔多瓦省的一个市镇。总面积75平方公里，总人口9826人（2001年），人口密度131人/平方公里。